# Logatec
Logatec er en by i det centrale Slovenien med et indbyggertal på ca. 9.752 (2020) indbyggere.